# Place Curros Enríquez
La Place Curros Enríquez  est une place d’origine médiévale située au cœur du centre historique de Pontevedra (Espagne), sur le chemin de pèlerinage portugais.

## Origine du nom
La place porte le nom du poète galicien du XIXe siècle Manuel Curros Enríquez, l'un des écrivains du Rexurdimento.

## Historique
La place est apparue au Moyen Âge comme un espace situé au confluent des rues Don Gonzalo (la rue au nom le plus ancien de la ville, puisqu'elle portait déjà ce nom au XVIe siècle), de l'Hôpital (à présent rue Real), Alfayates (à présent rue Manuel Quiroga), et Soportales. Les premières références écrites attestant de l'existence de cette place remontent à 1399.
En 1439, la riche dame de Pontevedra, Teresa Pérez Fiota, a fait don de ses biens dans son testament pour la fondation d'un hôpital pour les pauvres appelé "Cuerpo de Dios" (plus tard Corpus Christi et San Juan de Dios en 1597), situé sur cette place, qui est resté sous la garde des Frères de San Juan de Dios jusqu'au XIXe siècle. 
En raison de ce fait, la place est devenue connue à l'époque moderne comme la place de l'hôpital et plus tard place de la Platería Nova. À partir du XVIIIe siècle, elle a pris le nom de place San Román, du fait que la façade principale du majestueux pazo des comtes de San Román (aujourd'hui disparue) donnait sur cette place.
Dès la fin du XIXe siècle, la place a eu une fonction éminemment commerciale. En 1886, Almacenes Olmedo, un grand magasin de textile, a ouvert dans le bâtiment connu sous le nom de Bâtiment Olmedo.
En 1887, une fontaine en fonte conçue en France a été placée sur la place.
Le délabrement de l'hôpital San Juan de Dios a conduit à sa démolition en 1896, lors de la construction d'un nouvel hôpital, l'hôpital provincial de Pontevedra. Après la démolition de l'hôpital, l'homme d'affaires Saturnino Varela a acheté en 1897 le terrain et a érigé un nouveau bâtiment de style éclectique et de style français, le Bâtiment Varela, au rez-de-chaussée duquel il a ouvert la quincaillerie Varela qui est restée là jusqu'en 1989. La place est devenue populairement connue sous le nom de place de Saturno. Le nom a été adopté par les gens faisant référence au propriétaire de la quincaillerie,.
En 1908, l'année de sa mort, la place a été baptisée du nom de Curros Enríquez.
En 1924, l'un des établissements les plus emblématiques de Pontevedra, la Droguería Moderna (une droguerie-pharmacie) s'est installé sur la place. Son propriétaire détenait les autorisations pour la vente des produits chimiques vendus sur place. En 1958, la chaîne de magasins Peral Moda a ouvert ses portes au public.
En décembre 1986, un monument en hommage à Alexandre Bóveda a été installé sur la place, promu par le Partido Galleguista et payé par le peuple,.
En mars 1989, le magasin de textile centenaire Almacenes Olmedo a fermé ses portes,.
Le 18 décembre 1998, le Casino Mercantil e Industrial de Pontevedra s'est installé dans le bâtiment Varela, que la société avait acheté en avril de la même année,.
En 2001, la place a été entièrement rendue piétonne,. En mars 2017, la Droguería Moderna a fermé ses portes, tout comme Peral Moda en décembre 2018, .

## Description
C'est une place de forme triangulaire très irrégulière, piétonnière comme le reste du centre historique. Le chemin de pèlerinage portugais passe par la place, allant de la rue Soportales à la rue Real.
La place est un espace pavé ouvert. Elle est principalement dominée par le bâtiment Varela. Devant celui-ci, il y a un espace triangulaire central délimité par quelques escaliers dans lequel se trouvent des bancs et la sculpture d'Alexandre Bóveda. Le monument à Alexandre Bóveda, fondateur du Partido Galleguista (parti nationaliste Galicien) en 1931, a été réalisé par le sculpteur Alfonso Vilar Lamelas en 1986. Il se compose d'un buste en bronze d'Alexandre Bóveda et d'un piédestal en granit gris sur lequel sont superposés et sculptés en bronze l'insigne et les initiales du Partido Galleguista.
En face du bâtiment Olmedo se trouve une fontaine en fonte de 1887 de conception française, décorée de fleurs et de coquillages, de quatre faunes avec un bec dans la bouche et sur le dessus un vase avec des anses et un couvercle,.
Le long du côté ouest de la place se trouvent huit bancs en pierre recouverts de bois et huit orangers                .

## Bâtiments remarquables
Sur le côté nord de la place se trouve le bâtiment Varela, conçu en 1897. Il se distingue par l'influence de l'architecture française dans son toit mansardé. Le bâtiment s’inspire des toits parisiens à la Mansart du XIXe siècle en zinc gris qui permet d'agrandir la surface habitable et qui s'adapte à l'inclinaison des toits. La décoration des embrasures des fenêtres mansardées et des bossages à refend continu en tables sur les façades est remarquable, ainsi que la symétrie des multiples portes de balcon.
Au sud de la place se trouve le bâtiment Olmedo, construit en 1886. Au XXe siècle, sa façade a été rénovée pour un usage commercial aux deux premiers étages et un étage supplémentaire a été ajouté. Le bâtiment comporte à présent un rez-de-chaussée et trois étages. Il est entièrement réalisé en pierre de taille et comporte de grandes vitrines aux deux étages inférieurs et des balcons avec fenêtres et portes aux étages supérieurs.
Du côté sud, la place est délimitée par des bâtiments des XVIIIe et XIXe siècles avec des arcades.

## Galerie d'images

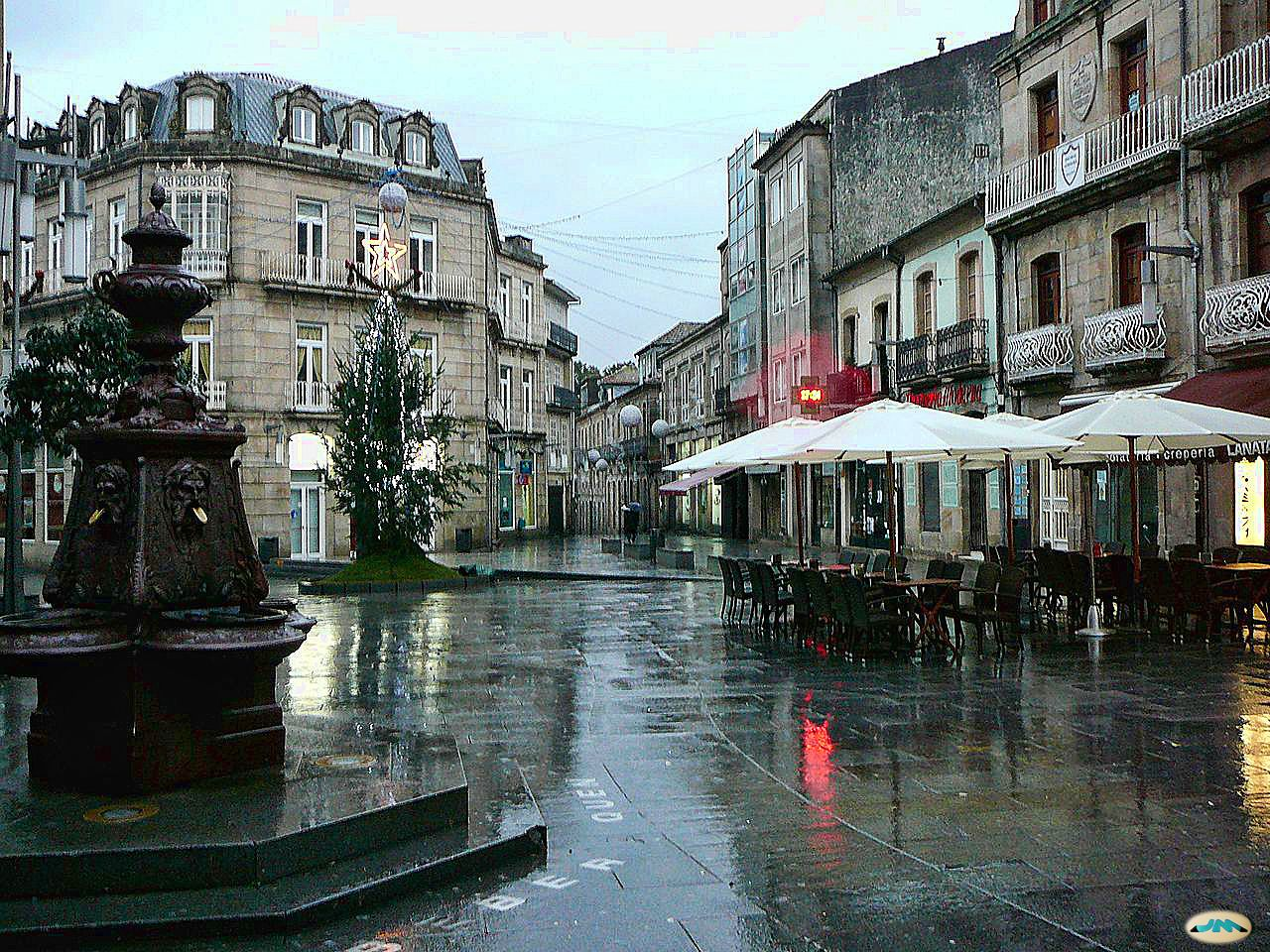
La place en hiver
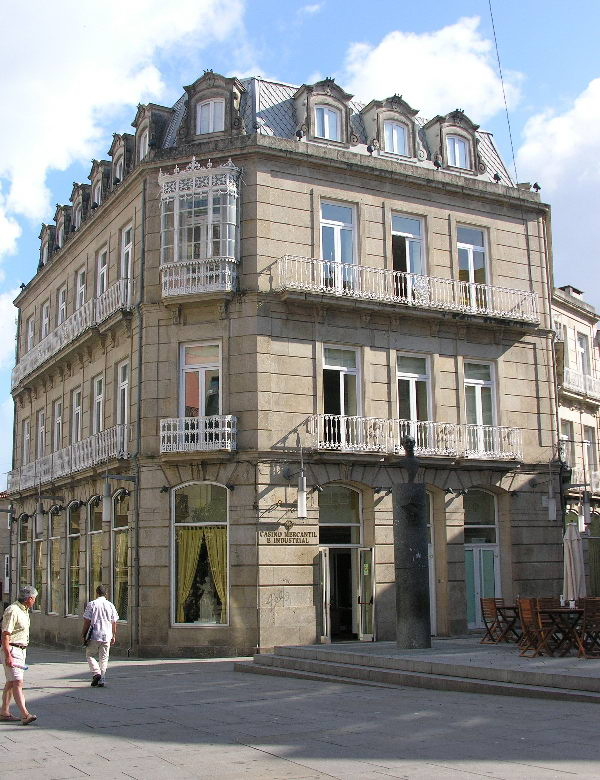
Bâtiment Varela, mansardé
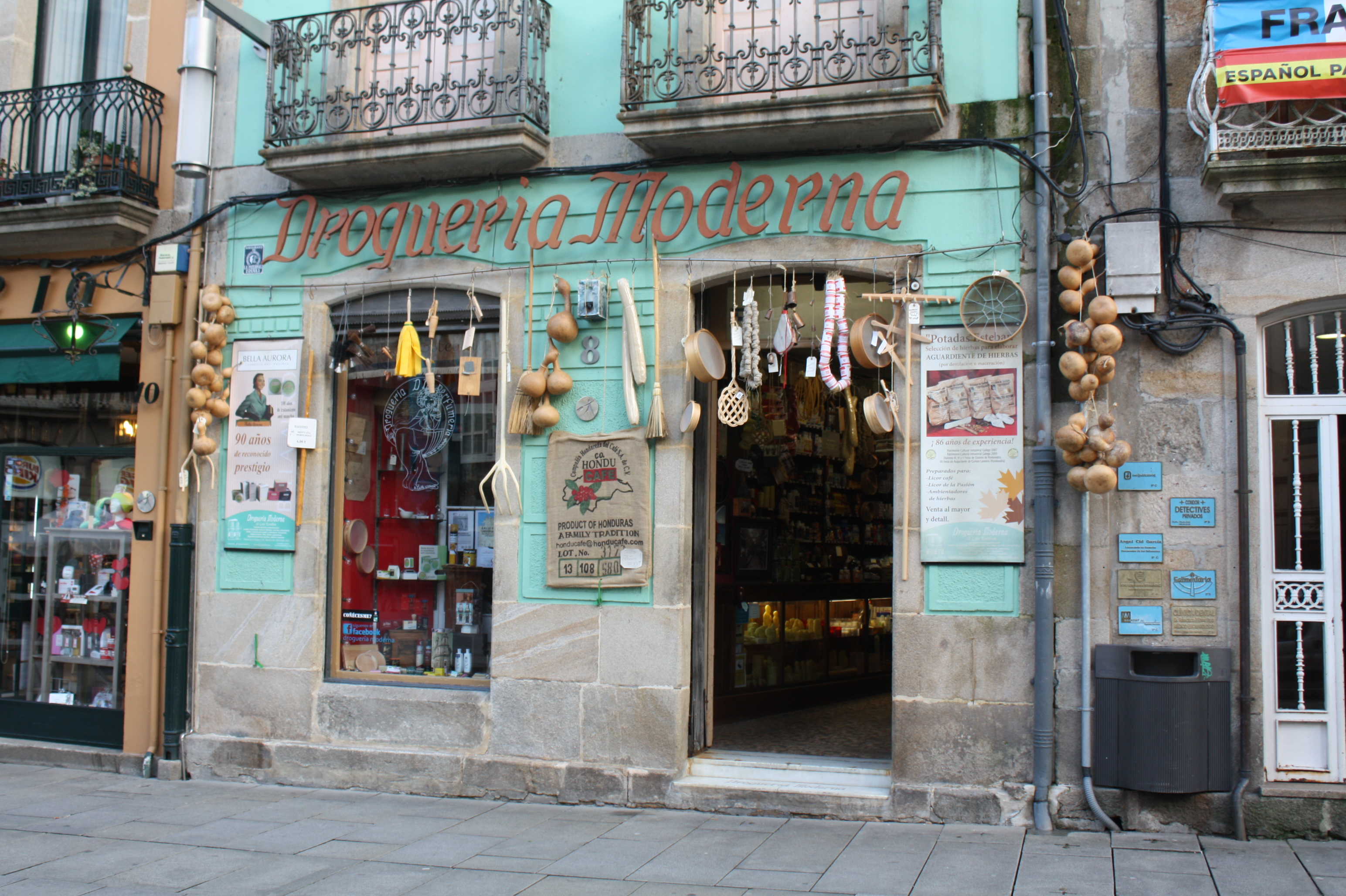
Ancienne Droguerie Moderne
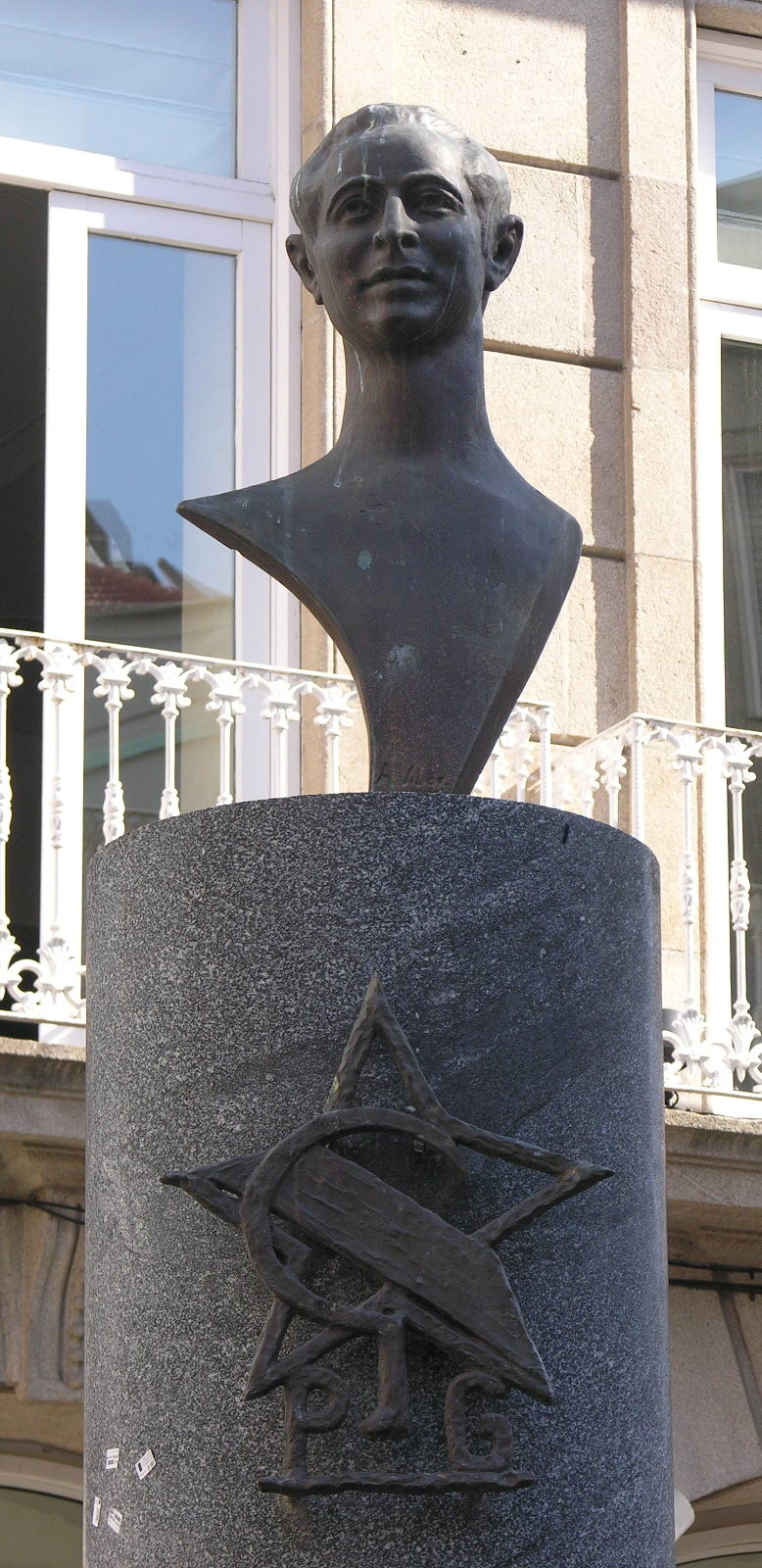
Monument à Alexandre Bóveda
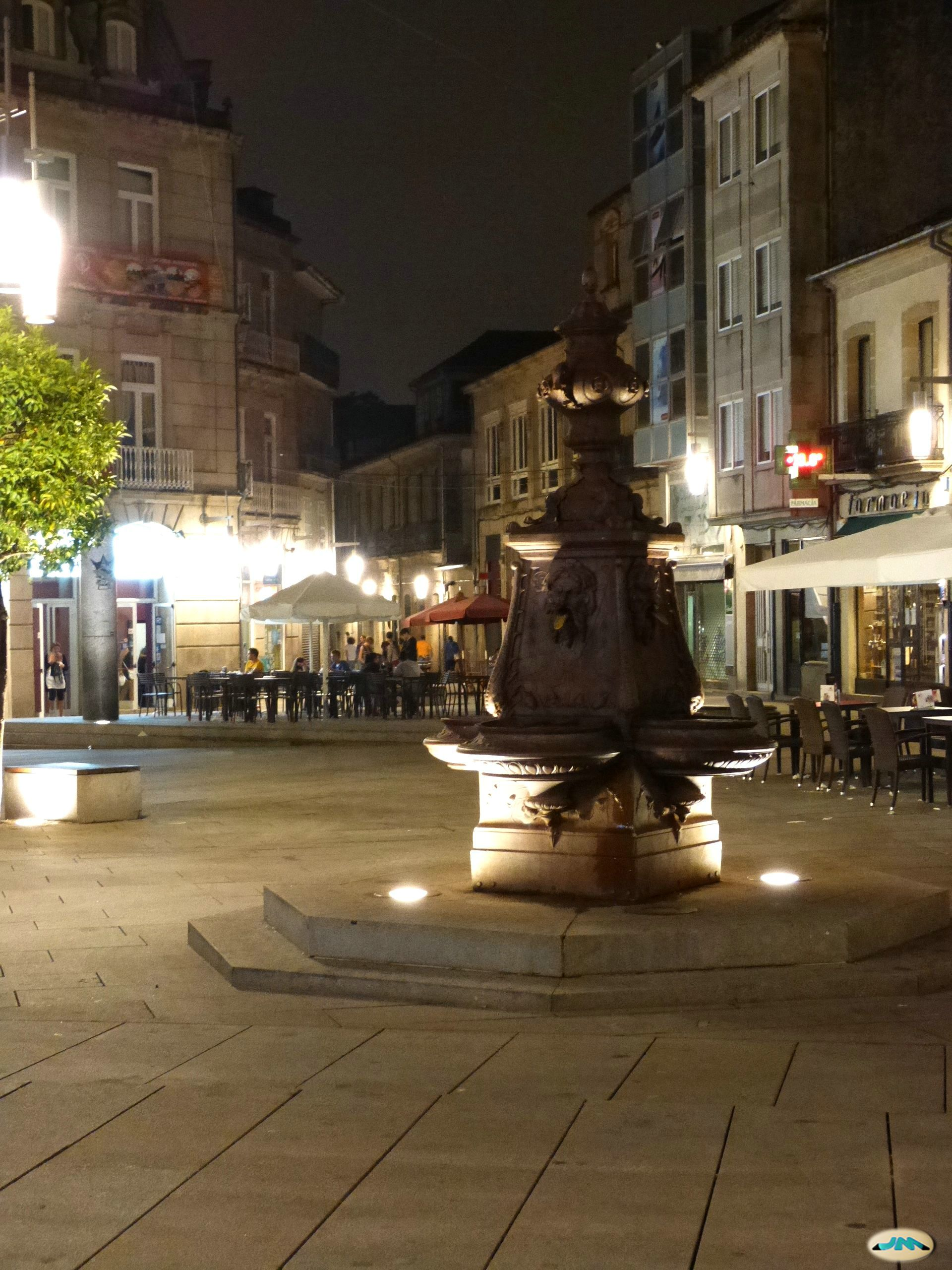
Fontaine en fer forgé du XIXe siècle
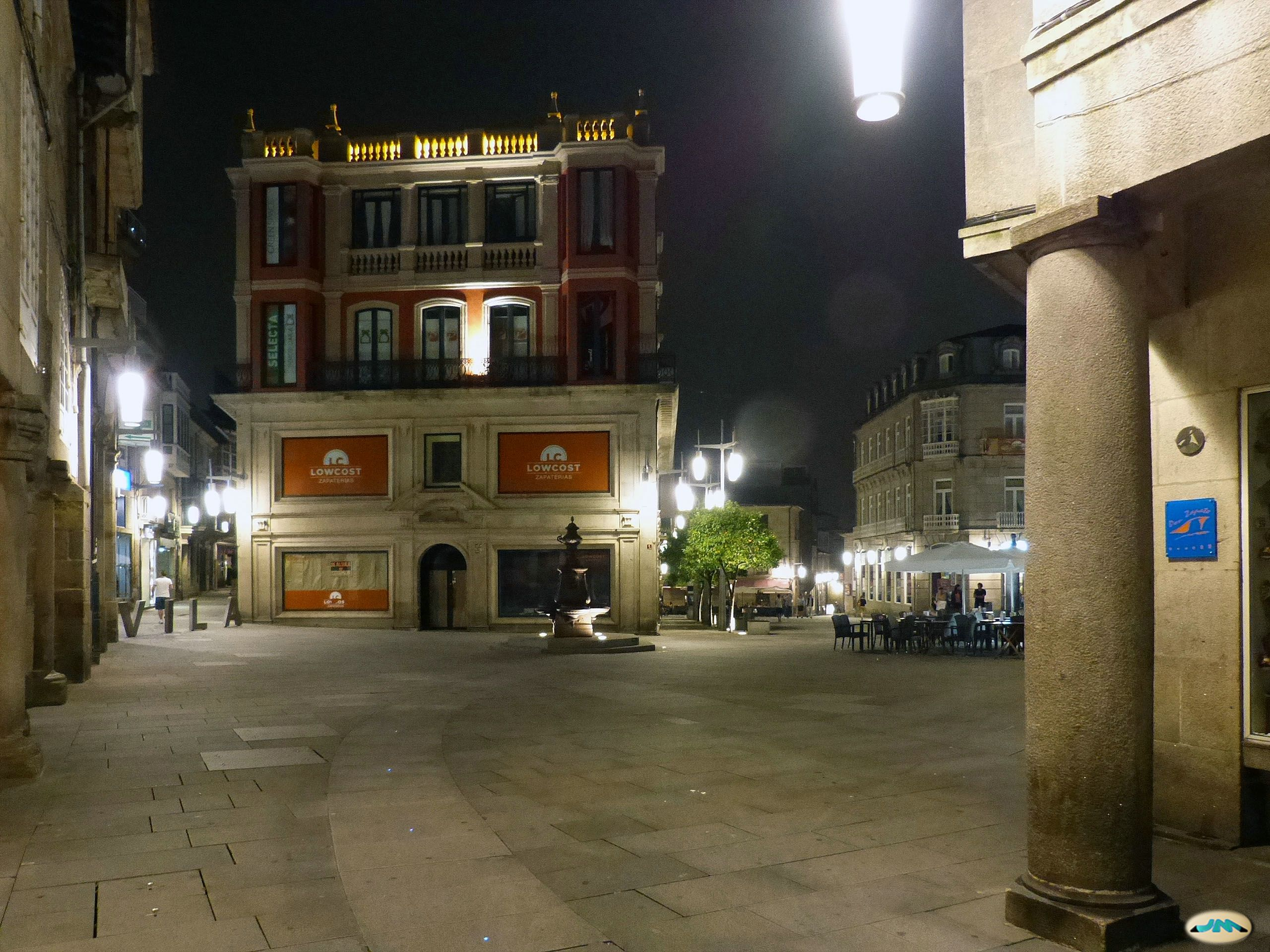
Bâtiment Olmedo au fond
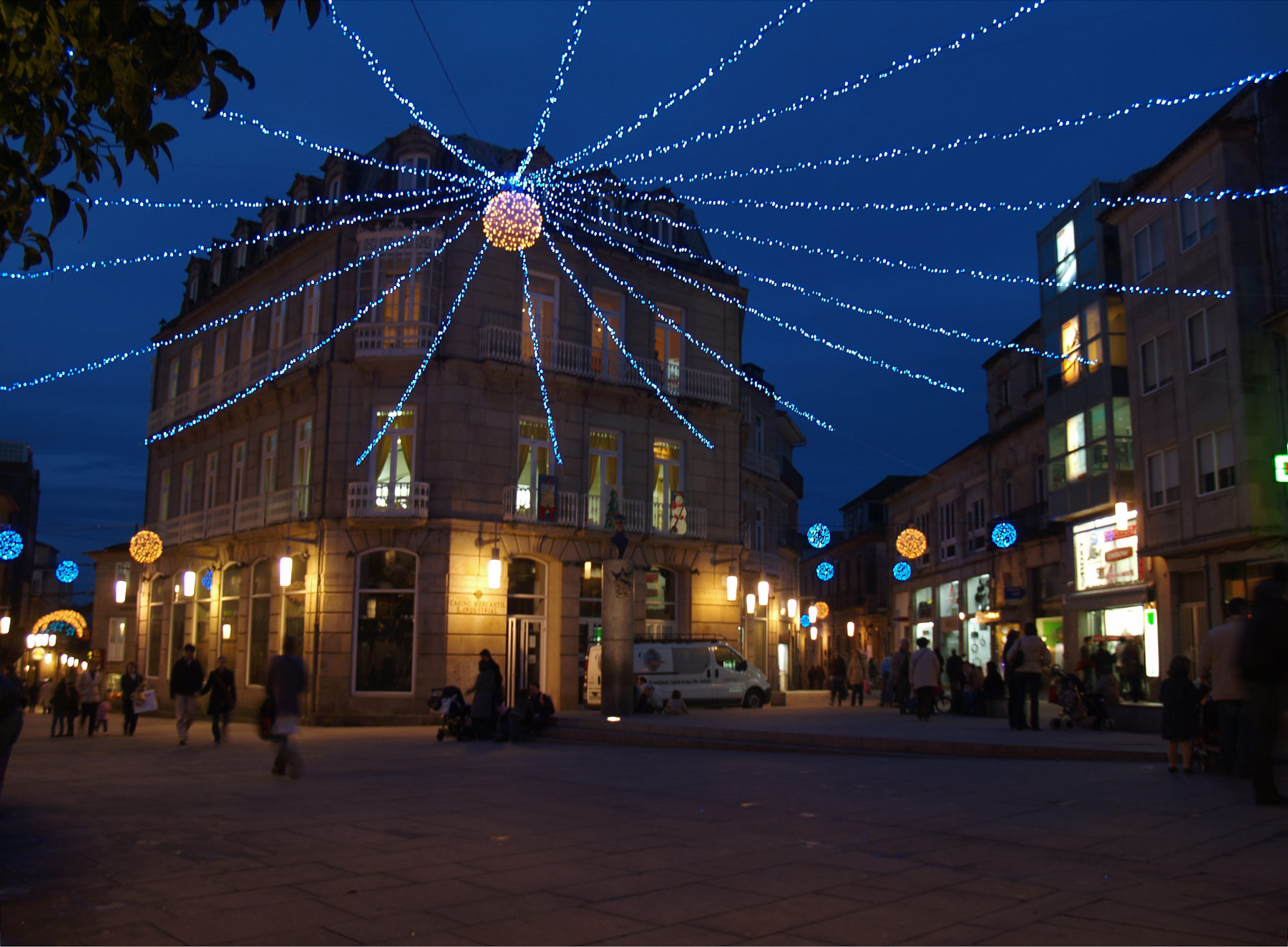
La place, la nuit
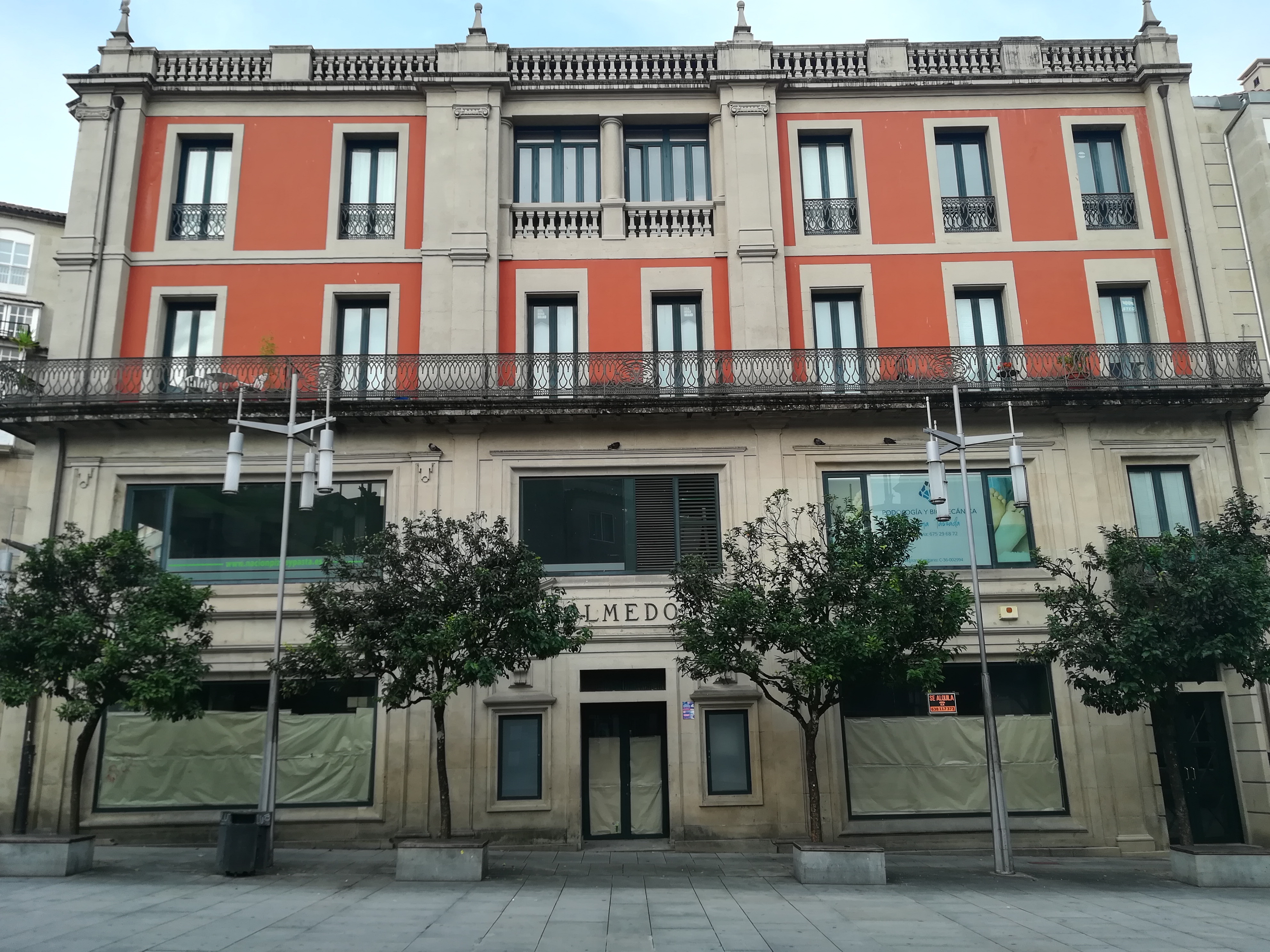
Bâtiment Olmedo

## Voir également